# Liste thüringischer Rittergeschlechter

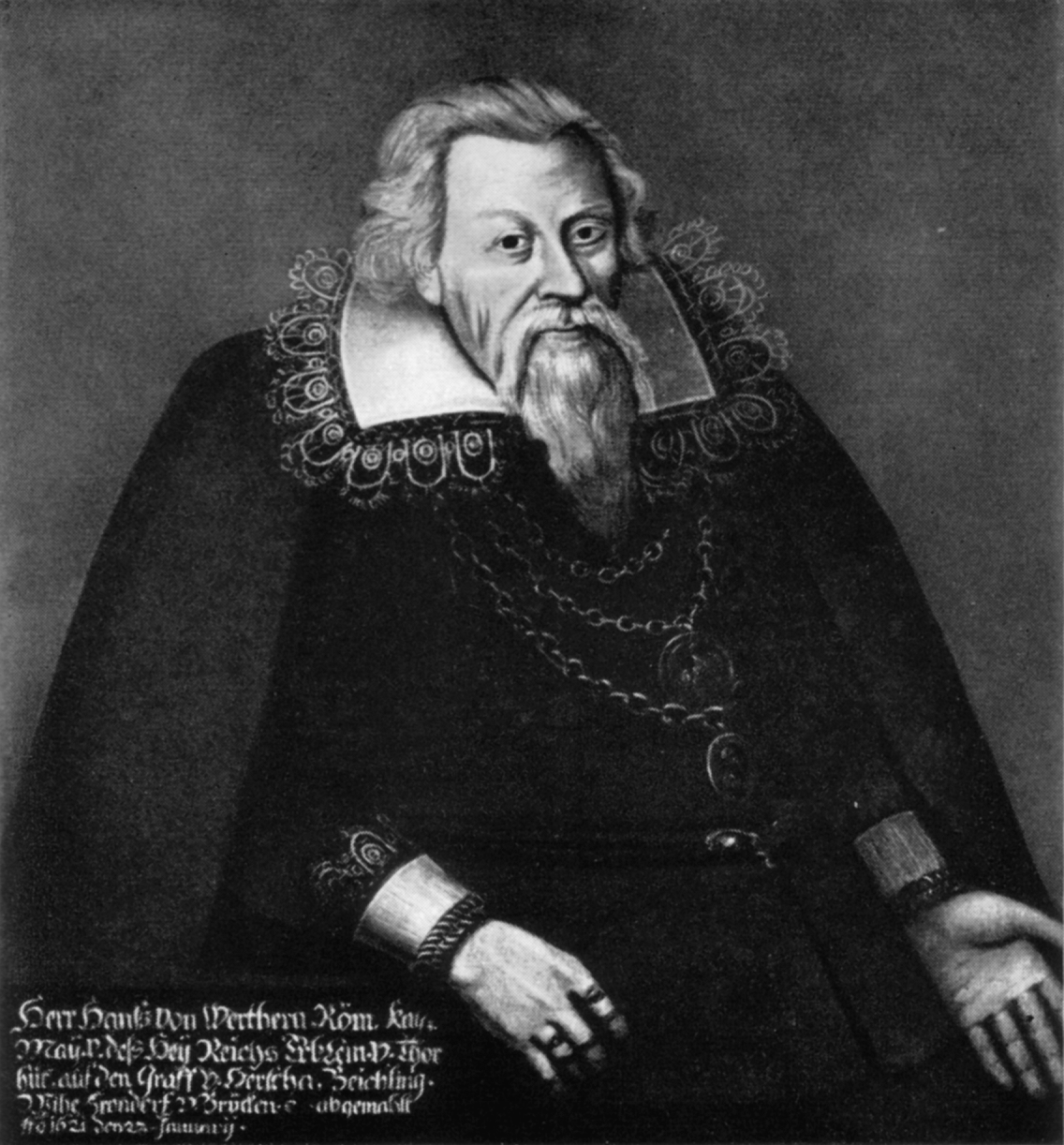
Hans von Werthern (1555–1633), Stammvater aller blühenden Linien des Geschlechts

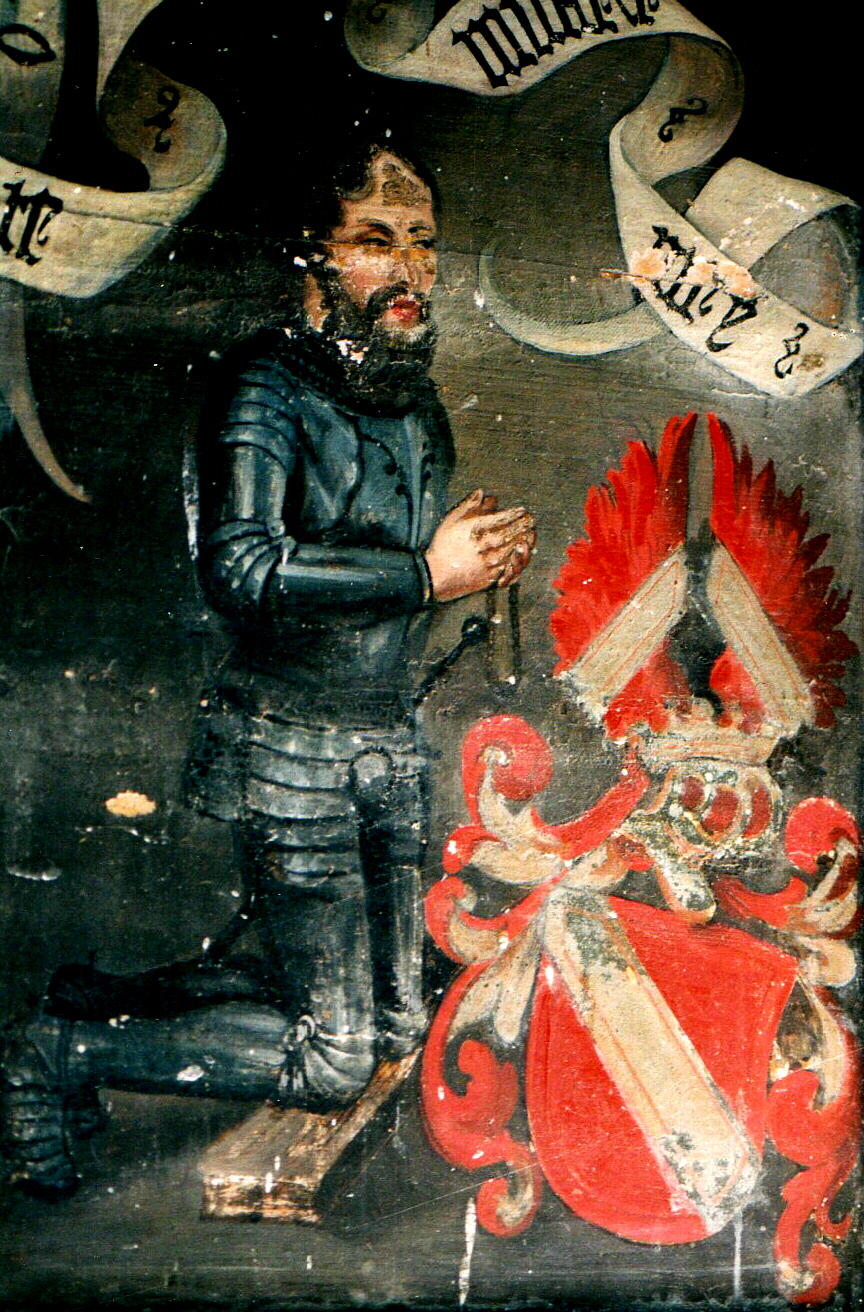
Reitzensteiner Ritter als Altarstifter in Sparnberg

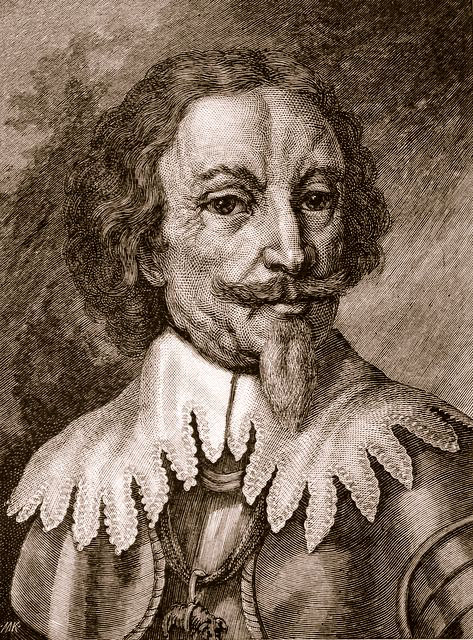
Gottfried Heinrich zu Pappenheim

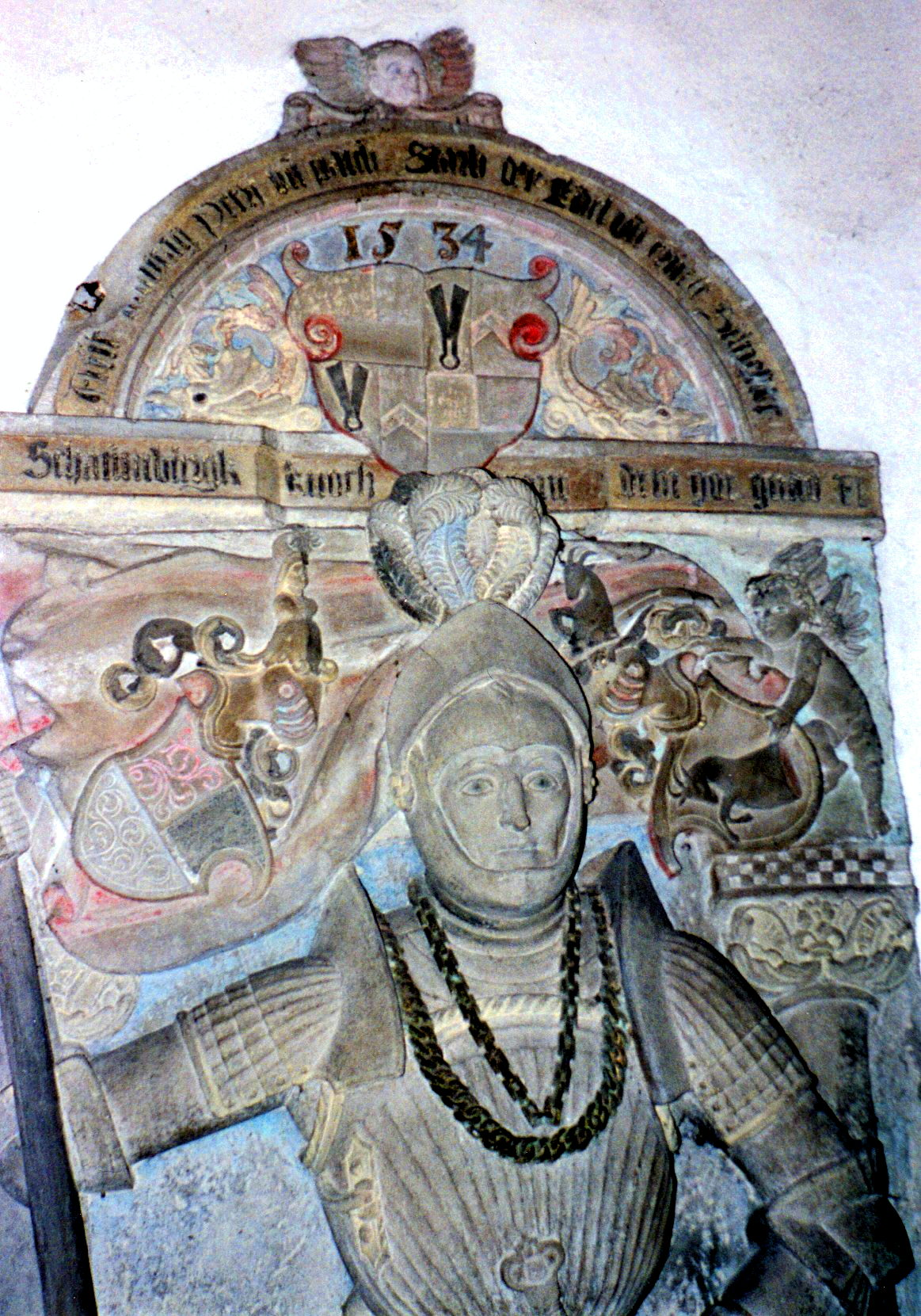
Epitaph des Sylvester von Schaumberg in der Kirche St. Maria Magdalena in Münnerstadt

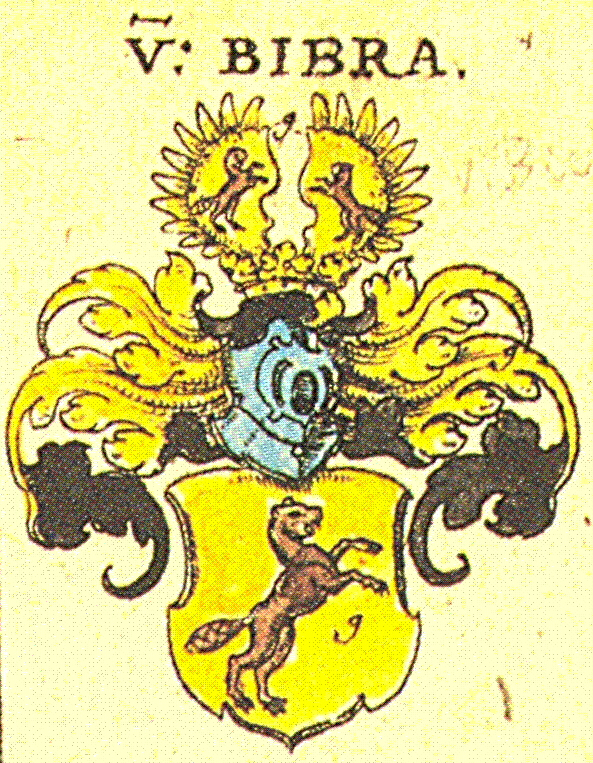
Wappen der Familie von Bibra aus Siebmachers Wappenbuch

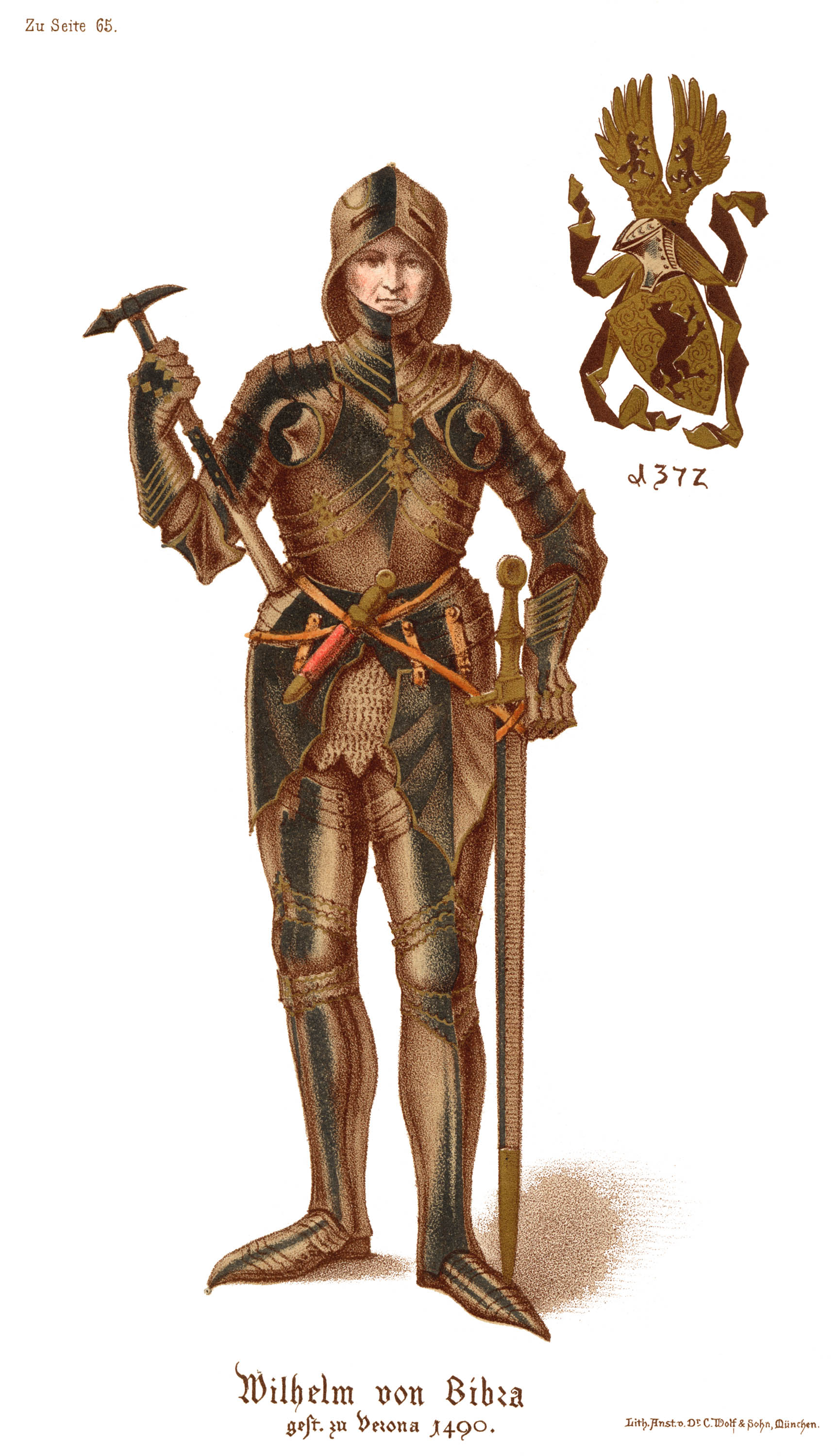
Wilhelm von Bibra

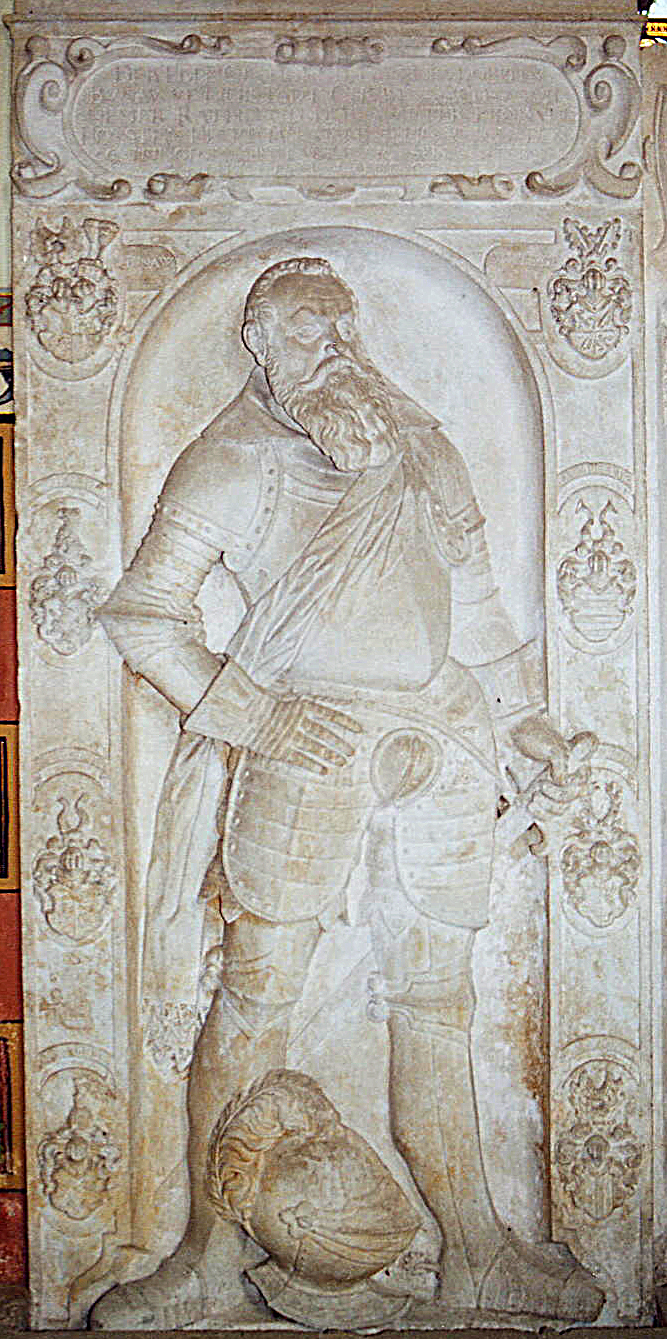
Grabplatte von Rudolf von Bünau in Liebstadt

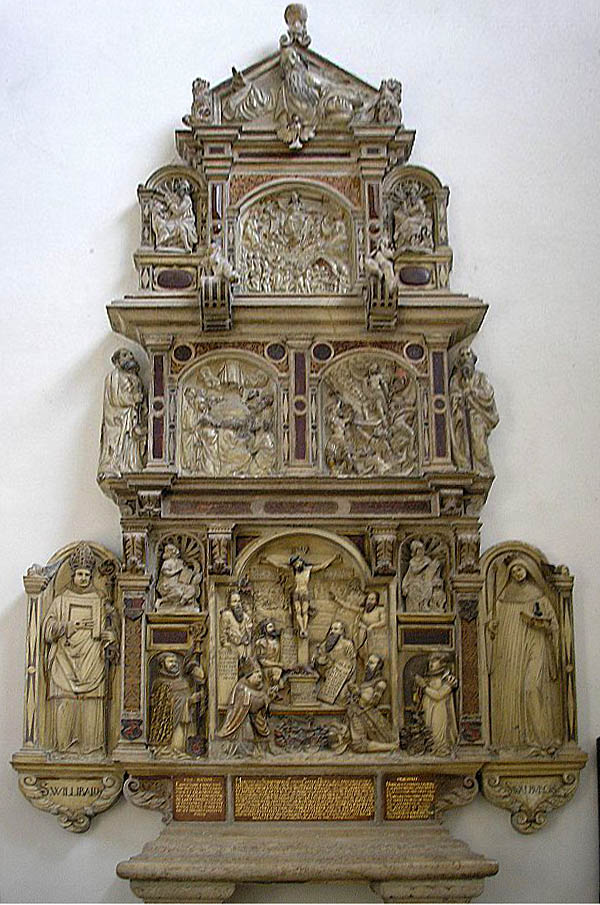
Der manieristische Epitaphaltar des Bischofs Martin von Schaumberg (1560–90) im südlichen Querhaus im Dom zu Eichstätt

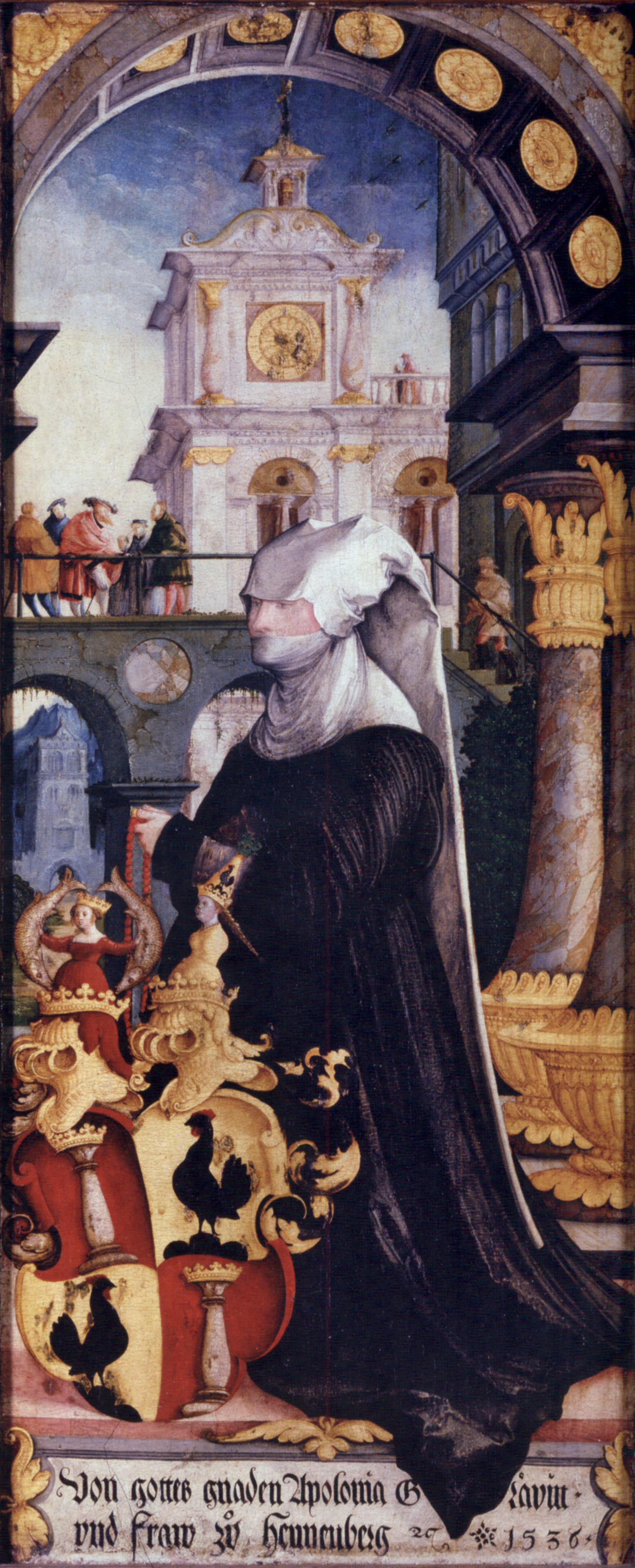
Wildensteiner Altar, kniende Stifterin Gräfin Apollonia von Henneberg mit Wappen

Die Liste thüringischer Rittergeschlechter bietet eine Übersicht über die kleinen thüringischen Adelsgeschlechter, die im heutigen Freistaat Thüringen ihren Stammsitz hatten oder über Burgen und Schlösser samt Besitzungen verfügten. Fließende Übergänge von Thüringen nach Franken oder Sachsen (auch über Streubesitze) sind häufig anzutreffen (siehe zum Beispiel auch Vogtland). Einige Familien haben als reichsfreie Ministeriale bzw. als Angehörige der Reichsritterschaft, zum Beispiel im Gefolge der Vögte von Weida, den Ausbau von Siedlungen, dem Errichten kleiner Rittersitze und damit auch neuer Familienlinien in Franken beigetragen (siehe auch Liste fränkischer Rittergeschlechter). Viele der Familien sind durch Verwandtschaften oder Besitzfolgen untrennbar miteinander verbunden. Während einige Familien zu unterschiedlichen Zeitpunkten in der Geschichte im Mannesstamm ausgestorben sind, haben andere heute noch zahlreiche lebende Namensträger in Deutschland und darüber hinaus.

## Abgrenzungskriterien der Liste
Auch wenn es in der Regel immer fließende beziehungsweise unterschiedlich durchlässige Grenzen zu folgenden Kriterien gibt, wurde diese Abgrenzung bei der Auswahl der Familien in dieser Liste angewendet:
- Räumliche Abgrenzung: Die Familie ist im heutigen Freistaat Thüringen mindestens mit einem Rittersitz oder größeren Besitzungen/Lehen vertreten.
- Zeitliche Abgrenzung: Die Familie befindet sich in der Region vor der Auflösung des Heiligen Römischen Reiches 1806.
- Abgrenzung nach Ständen: Der Schwerpunkt der Liste liegt auf dem Niederadel (kein Hochadel, siehe Adel). Als Landadel können sie eventuell auch als Linie aus dem Bürgertum hervorgegangen sein.

## Liste thüringischer Rittergeschlechter
Die erloschenen thüringischen Adelsgeschlechter des Eisenacher Landes:
Altamann, v. Archfeld, Azze, v. Behringen, v. Bern, v. Besa oder Bysa, v. Buttelstädt, v. Creuzburg, v. Dankmarshausen, v. Döhln, v. Dorndorf, v. Ebeleben, v.Ellende, v. Enzenberg, v. Farnrode, v. Flarchheim, v. Frymar, v. Gerstungen, v. Goldbach, v. Grotzbrechtrode, v. Greußen, v. Halunder, v. Hayn, v. Hellegreve, v. Heylingen, v. Hischingerode (dann Hofmeister genannt), v. Hörschelgau, v. Kieselbach, v. Kobstädt, Koller, v. Laucha, v. Leimbach, v. Lengsfeld, v. Lina, v. Luptz, v. Lusse, v. Madelungen, v. Mila, v. Nesselröden, ..., v. Mülverstedt, ..., von der Sachsen, ... , v. Teutleben,..., v. Uelleben, v. Wartberg ...
(siehe W. Rein; in: Zeitschrift des Vereins für thüringische Geschichte und Altertumskunde, Vierter Band erstes und zweites Heft, Jena 1860, S. 188)

### B
- Bendeleben
- Berga
- Berka
- Berlepsch
  - Hans Sittich von Berlepsch (um 1480–1533), Amtmann der Wartburg, beherbergte Martin Luther 300 Tage auf der Wartburg
  - Erich Volkmar von Berlepsch (um 1525–1589), Oberhofrichter, Amtshauptmann, Gesandter von drei Kurfürsten
  - Kaspar von Berlepsch Oberamtmann des Erzbischofs und Kurfürsten von Mainz auf dem Eichsfeld (1567–1574)
  - Otto Wilhelm von Berlepsch zu Rheinfels († 1620), Hessischer Oberamtmann der Niedergrafschaft Katzenelnbogen (1602–1683)
  - Hartmann von Berlepsch (1601–1671), Rittmeister, Mitglied der Fruchtbringenden Gesellschaft "der Gebrauchte"
  - Otto Wilhelm von Berlepsch (1618–1683), Sächsischer General, Mitglied der Fruchtbringenden Gesellschaft "der Nahgehende"
  - Burkhardt von Berlepsch (1619–1691), Mitglied der Fruchtbringenden Gesellschaft "der Kurzweilige"
  - Friedrich Ludwig von Berlepsch (1749–1818), hannoverscher Hofrichter, Land- und Schatzrat und Publizist, Jurist
- Beulwitz
- Bibra
  - Kilian von Bibra (* um 1425; † 1494), Generalvikar des Würzburger Fürstbischofs
  - Albrecht von Bibra († 1511), Würzburger (Dompropst 1502) und Bamberger Domherr
  - Wilhelm von Bibra (* 1442; † 1490), Gesandter des Papstes Innozenz VIII.
  - Lorenz von Bibra (* 1459; † 1519), Würzburger Fürstbischof und Herzog in Franken
  - Konrad III. von Bibra (* 1490; † 1544), Würzburger Fürstbischof und Herzog in Franken
  - Christoph Erhard von Bibra (* 1656; † 1706) 12. Oktober 1704 kaiserlichen Generalfeldwachtmeister, 2. Mai 1705 Mainzer Generalfeldmarschallleutnant
  - Johann Ernst von Bibra (* 1662; † 1705) 12. April 1701 kaiserlichen Feldmarschallleutnant, 11. Mai 1704 Reichsgeneralfeldmarschallleutnant, 20. Mai 1704 kaiserlichen Feldzeugmeister
  - Heinrich Karl von Bibra (Karl Siegmund) (* 1666; † 1734), Regimentschef des fränkischen Kreises[1] (10. März 1713) und Bamberg (28. Juni 1730), Generalfeldmarschallleutnant, Vater Heinrich Fürstbischof und Abt von Fulda, erster Besitzer des Bibra Palais (auch Bibra Haus) in Bamberg, Ausbau unter Johann Dientzenhofer
  - Heinrich von Bibra (* 1711; † 1788), Fürstbischof und Abt von Fulda
  - Siegmund von Bibra (Philipp Anton von Bibra; seit seiner Profess 1768 Siegmund von Bibra; * 1750; † 1803), deutscher höherer Beamter und Schriftsteller
  - Christian Ernst Heinrich von Bibra (* 1772; † 1844), wirklicher Geheimrat, Landjägermeister, Großkreuz des hessischen Ordens Philipps des Großmütigen
  - Ernst von Bibra (* 1806; † 1878), Naturforscher und Schriftsteller
  - August von Bibra (* 1808; † 1894), Kämmerer und Geschäftsführer des Mainzer Adelswesens
- Biela, Bila, Byla
  - Wilhelm von Biela (* 1782; † 1856), Astronom und Offizier
- Bischoffwerder
  - Johann Rudolf von Bischoffwerder (* 1741; † 1803), Berater Friedrich Wilhelms II. von Preußen
- Blanckenberg
- Bodewitz
- Bomsdorf
- Brandt (Brand)
  - Jobst von Brandt (1517–1570): Komponist
- Brandenstein
- Breitenbuch
  - Wolf von Breitenbauch († 1564), Domherr zu Naumburg
  - Heinrich August von Breitenbauch (1696–1747), Hofmarschall unter August dem Starken, Herr auf St. Ulrich, Bucha, Skortleben, Öchlitz
  - Georg August von Breitenbauch (1731–1817), Schriftsteller und Gelehrter
- Bremer
- Bünau
  - Heinrich von Bünau (1697–1762), Staatsmann und Historiker
- Burkersroda
- Byla

### C
- Creuzburg

### D
- Dachröden
- Denstat
- Dhunstet
- Dietendorf
- Dobekatz
- Döben
- Döltzky
- Donndorf
- Duna

### E
- Ebeleben
- Eber
- Eberbach
- Ebersberg
- Ebra
  - Ludwig Wilhelm August von Ebra (1759–1818), königlich preußischer Generalleutnant
- Eckersberg
- Einsiedel
  - Heinrich Haubold von Einsiedel (1622–1675), kursächsischer Geheimer Rat, Präsident des Appellationsgerichts, Direktor der Landschaft des Fürstentums Altenburg
  - Hans Haubold von Einsiedel (1654–1700), Geheimer Rat und Oberhofmeister in Dresden
  - Johann George von Einsiedel (1692–1760), Erster Hofmarschall in Dresden
  - Johann Georg Friedrich von Einsiedel (1730–1811), Kabinettsminister im Kurfürstentum Sachsen (1763–1766)
  - Detlev Carl von Einsiedel (1737–1810), Gründer der Kunst- und Glockengießerei Lauchhammer
  - Friedrich von Einsiedel (1750–1828), Kammerherr und Schriftsteller
  - August von Einsiedel (1754–1837), Philosoph und Naturforscher
  - Detlev Graf von Einsiedel (1773–1861), Kabinettsminister im Königreich Sachsen (1813–1830)
- Eisenberg
- Elchleben
- Erffa
  - Hartung v. Erffa, zeitweilig Vormund der Heiligen Elisabeth
  - Heideke von Erffa († 1327), Erzbischof von Magdeburg
  - Georg Hartmann von Erffa (1649–1720), Generalfeldzeugmeister des Fränkischen Kreises
  - Georg Hartmann von Erffa (1727–1770), Premierminister des in Personalunion regierten Markgraftums Ansbach-Bayreuth (Markgraftümer Brandenburg-Bayreuth und Brandenburg-Ansbach)
  - Carl Leberecht Hartmann von Erffa (1760–1825), Geheimer Rat des Herzogtums Sachsen-Weimar
  - Gottlieb Friedrich Hartmann von Erffa (1761–1823), Gesandter und offizieller Vertreter des Herzogtums Sachsen-Meiningen beim Wiener Kongress
  - Hermann von Erffa (1845–1912), Präsident des Preußischen Abgeordnetenhauses, agrarischer Interessenvertreter und konservativer Politiker.
- Erken

### F
- Flans
- Friesen

### G
- Gabel
- Ganse
- Germar
- Gößnitz
- Gotha
- Gottfurt
- Görschen
- Griesheim

### H
- Hagen
  - Ludwig Philipp vom Hagen (* 1724; † 1771), preußischer Etats-, Kriegs- und dirigierenden Staatsrat, Staatsminister
- Hane
- Hanstein
- Harras
  - Hans von Harras
  - Albrecht von Harras
  - Hermann von Harras
  - Georg I. von Harras
  - Wolfgang von Harras
  - Dietrich I. von Harras
  - Ulrich von Harras
  - Otto von Harras
  - Hermann II. von Harras
  - Georg II. von Harras
  - Wilhelm von Harras
  - Quirin I. von Harras
  - Eustachius von Harras
  - Valentin I. von Harras
  - Dietrich II. von Harras
  - Eustachius II. von Harras
  - Friedrich Wilhelm von Harras
  - Hugo von Harras
  - Gero von Harras
  - Robert von Harras
  - Curt von Harras
- Haren
- Heilingen
- Helldorf(f)
- Heller
- Heßler
- Heyne
- Hirschberg (Name verschiedener Familien?)
- Hörselgau auch Hirschligau
  - Ludwig von Hörselgau († nach 1235), Marschall des Deutschen Ordens in Akkon
  - Isentrud von Hörselgau (genannt 1215), Hofdame der Elisabeth von Thüringen und Zeugin in deren Heiligsprechungsprozess
  - Hertwig von Hörselgau (genannt 1289 - † 9. Juni 1327), Dekan des Stiftskapitels von St. Marien, Erfurt
  - Eckard von Hörselgau (genannt 1326–1347), Kanoniker im Erfurter Marienstift
  - Bernhard Friedrich Gottlieb von Hirschligau (1674–1728), Hochfürstl. Sachsen Gothaischer Hauptmann
  - Johann Heinrich von Hirschligau (1670–1723), Generalmajor und Kommandant der Festung Wülzdorf bei Weißenburg Johann Heinrich von Hirschligau aus thüringisch-sächsischem Geschlecht
- Holleben
- Hoym

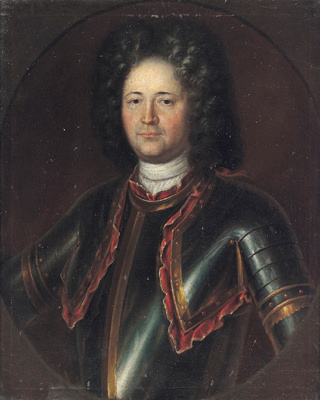
Johann Heinrich von Hirschligau aus thüringisch-sächsischem Geschlecht

  - Adolph Magnus von Hoym (1668–1723), königlich polnischer und kurfürstlich sächsischer wirklicher Geheimer Rat und Kabinettsminister
  - Carl Heinrich von Hoym (1694–1736), königlich polnischer und kurfürstlich sächsischer Diplomat und Kabinettsminister
  - Gotthelf Adolph von Hoym (1731–1783), kursächsischer Politiker
  - Ludwig Gebhard von Hoym (Kammerpräsident) (1631–1711), königlich-polnischer und kurfürstlich-sächsischer wirklicher Geheimer Rat und Kammerpräsident
  - Ludwig Gebhard von Hoym (Oberhauptmann) (1678–1738), königlich-polnischer und kurfürstlich-sächsischer Geheimer Rat und Oberhauptmann in Thüringen
- Hündesberg

### J
- Jena
  - Johann von Jena (15. Jahrhundert) Ritter in Preußen, seit 1410 Stadtschreiber in Arnstadt[2]
  - Gottfried von Jena (1624–1703), Kanzler des Herzogtums Magdeburg in Halle
  - Karl-Friedrich von Jena (1770–1838), Gutsbesitzer und preußischer Major; Vater von Wilhelm von Jena
  - Wilhelm von Jena (1797–1879), Gutsbesitzer und preußischer Politiker

### K
- Kappel
- Kellech
- Kere (Ker, Kehr, Keher) – siehe auch Truchseß von Henneberg
- Kiseleben
- Knebel
  - Karl Ludwig von Knebel (1744–1834), deutscher Lyriker und Übersetzer
- Knutonen
  - Hans Knauth
- Koller
- Kolmatsch
- Kobstädt
- Könige
- Könitz
- Kospoth
  - Friedrich von Kospoth (* 24. Juni 1630 in Jena; † 14. Oktober 1701 in Leipzig), kursächsischer Geheimer Rat, Oberaufseher der Grafschaft Mansfeld
  - Carl von Kospoth auf Schilbach (* 15. August 1736 in Schilbach bei Schleiz; † 1. März 1799 in Halbau). Erhielt den preußischen Grafenstand am 27. Juli 1776 in Berlin. ⚭ 10. Oktober 1776 Halbau mit Karoline Burggräfin und Gräfin zu Dohna-Lauck. (* 5. Dezember 1758 Landsberg; † 30. Juli 1842 Halbau)
  - Siegfried von Kospoth, (1740–1809), Offizier der k.k. Armee
  - Otto Carl Erdmann von Kospoth, (1753–1817), Komponist
- Kotze
- Krechmar
- Kromsdorf
  - Oswald von Kromsdorf († 1553)
  - Albrecht Christian von Kromsdorf (1626–1684)
- Krosigk
  - Dedo von Krosigk (1040(?) / 1116)
  - Bernhard von Krosigk (1582–1620)
  - Bernhard Friedrich von Krosigk (1837–1912), Generalmajor
  - Christoph von Krosigk (1576–1638)
  - Eberhard von Krosigk (1855–1932), General
  - Friedrich von Krosigk (1784–1871), Politiker
- Küllstedt
- Kutzleben
- Kannewurf
- Krahwinkel

### L
- Laucha
- Leichwitz
- Leubingen
- Lichtenhayn
- Lohma
- Lüschwitz (Löschwitz)
- Von Laucha

### M
- Malsleben
- Marschall von Gottmannshausen
- Mayer
- Meerettig
- Meusebach
- Milz
- Mörner
- Morungen
  - Heinrich von Morungen (um 1200), Minnesänger
- Mulwitz
- Münich
- Mücheln

### N
- Nesselröden (auch: Nesselrodt)
- Neuendorf
- Nißmitz
- Naso
- Nordhausen

### O
- Oechlitz (Ochlitz)
- Obernitz
- Osterhausen

### P
- Plausig
- Pölnitz
- Poseckh

### Q
- Questenberg (Rode)

### R
- Rapp
- Reckerrodt
- Rehe
- Rehen
- Reibwitz
- Reiche
- Reitzenstein
- Rockhausen
  - Moritz Ferdinand Gustav von Rockhausen, Kommandant der Festung Königstein
  - Christian Gottfried von Rockhausen, Kgl. poln. Kurfstl. sächs. Leutnant zu Fuß, hochfürstlich Sachsen-Weißenfelsischer hochbestallter Amtshauptmann des Freyburgischen Bezirks (Amt Freyburg), Erb-, Lehns- und Gerichtsherr auf Niederndorf, Hogersdorf, Leimbach, Kirchscheidungen und Krawinkel
- Röder
- Rode
- Rosbach
- Roth
- Rucksleben
- Rußwurm

### S
- Saalfeld
- Sachsen
- Sack
  - Konrad von Sack, Landmeister des Deutschen Ordens in Preußen von 1302 bis 1306
- Salza
  - Hermann von Salza (1170/1180–1239)
  - Jakob von Salza (1481–1539)
- Schad
  - Asmus Schad († 1563) verh. mit Agnes BrunEpitaph an der Kirche St. Peter und Paul (Döllstädt) zeigt Asmus Schad und Agnes Brun

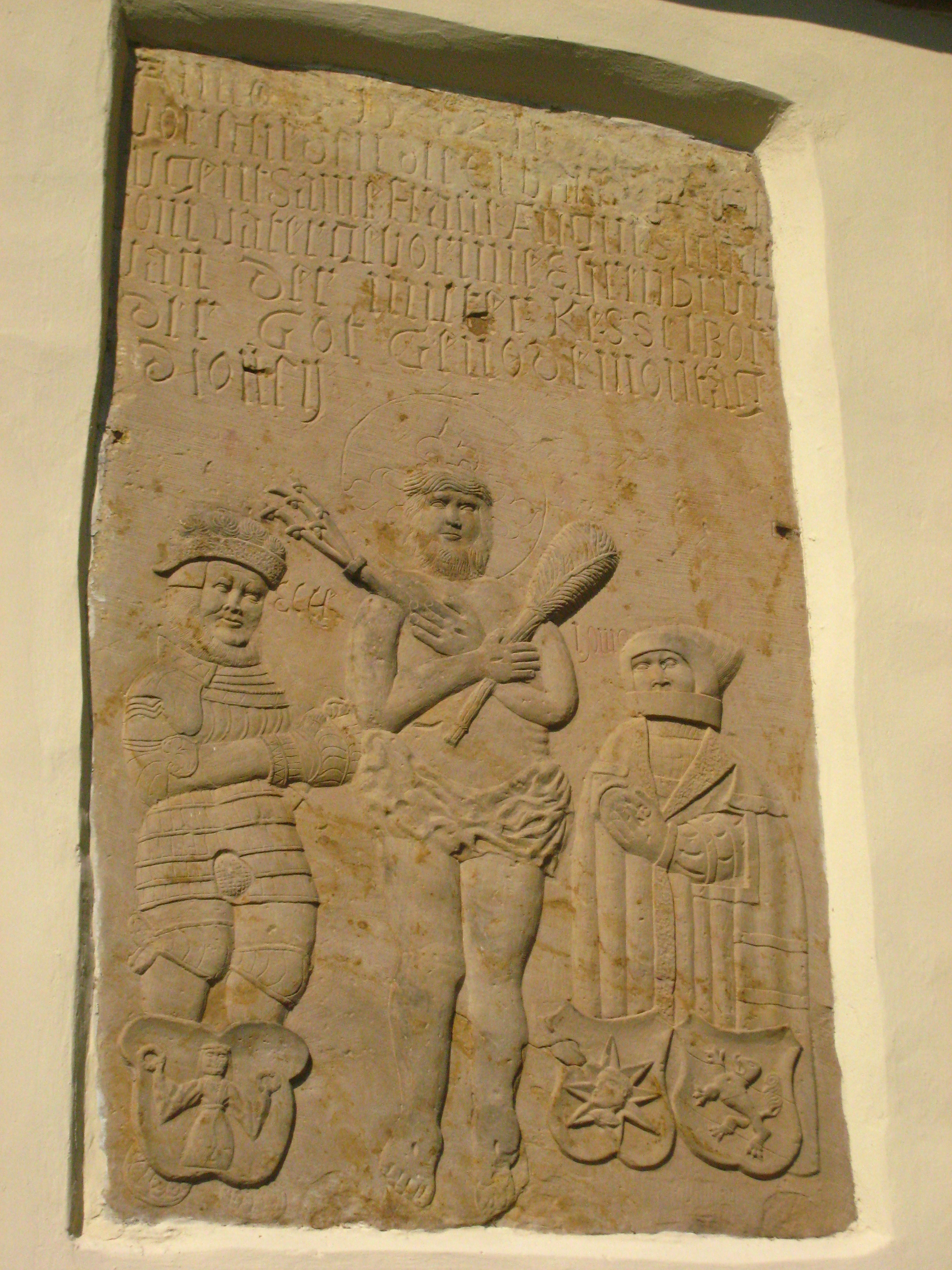
Epitaph an der Kirche St. Peter und Paul (Döllstädt) zeigt Asmus Schad und Agnes Brun

  - Hans Schad Herr auf Schaderode und Döllstädt
  - Hans Schad († 1602) Ratsherr (Obervierherr) im Rat der Stadt Erfurt in den Jahren 1592, 1595, 1598, 1601
  - Alexander von Schade (1781–1854)
- Schaumberg
  - Hans von Schaumberg (1380–1410)
  - Heinrich von Schaumberg (1216–1243)
  - Heinz von Schaumberg († 1334)
  - Karl von Schaumberg (1381–1411)
  - Gabriel von Schaumberg († 15. Januar 1525), Kanoniker in Eichstätt
  - Martin von Schaumberg (1523–1590): Bischof von Eichstätt von 1560 bis 1590
  - Peter von Schaumberg (1388–1469): Bischof von Augsburg von 1424 bis 1469, Kardinal, 
 siehe auch St. Stephan (Denklingen), Gedenkstein im Augsburger Dom
  - Sylvester von Schaumberg mit Frau Cecilia geb. von Sparneck, 
 Sylvester gilt als Freund Martin Luthers
  - Wilwolt von Schaumberg (1446–1510)
- Scheidingen
- Schernberg
- Schenken von Vargula
- Schnellroda
- Schlotheim
  - Carl von Schlotheim (1796–1869), Regierungsbeamter und Abgeordneter, Schwiegersohn von Jerome I., König von Westphalen
  - Ernst Friedrich von Schlotheim (1764–1832), Geologe und Paläontologe, herzoglich sachsen-coburg-gothaischer Oberhofmarschall, Mitglied des Illuminatenordens
  - Karoline von Schlotheim (1766–1847), spätere Gräfin Hessenstein, dem Landgrafen und späteren Kurfürsten Wilhelm IX./I. von Hessen-Kassel zur linken Hand angetraut
  - Ludolf von Schlotheim-Mila: Bischof von Naumburg (1280–1285)
  - Ludwig Freiherr von Schlotheim. königlich preußischer General der Kavallerie
- Schönburg
  - Friedrich von Schönburg, Adliger des 13. Jahrhunderts in Böhmen
- Schönfeld
- Schütz
- Schütz zu Wandersleben
- Seckendorff
- Seebach
  - Hans von Seebach
- Sondershausen
- Sparr
- Spiegel
- Spitznase
- Stange
  - Georg zu Drebach
  - Christoff und Ursula auf Venusberg, Hilmersodr, Streckewalde usw.[3]
  - Hans Nickel d. Ä.
- Stein zu Liebenstein und Stein-Liebenstein zu Barchfeld
  - Alexis von Stein-Liebenstein zu Barchfeld (1864–1928) – Generalmajor
  - Ferdinand von Stein-Liebenstein zu Barchfeld (1832–1912) – Generalleutnant
  - Ferdinand-Wilhelm von Stein-Liebenstein zu Barchfeld (1895–1953) – Generalmajor, Fliegeroffizier
- Stotterheim / Stutterheim
- Sundhausen

### T
- Tangel
- Techwitz
- Tettenborn
- Teutleben
- Töpffer
- Trebra auf Bretleben und Reinsdorf
  - Friedrich Wilhelm Heinrich von Trebra (1740–1819), Oberberghauptmann und Freund Goethes
- Truchsess von Schlotheim (siehe Schlotheim)
- Trügleben
- Trotha
  - Thilo von Trotha, Bischof von Merseburg (1443–1514)
  - Hans von Trotha, Ritter (um 1450–1503)

### U
- Uelleben
- Unruh
- Urbisch
- Uttinghofen

### V
- Vahrode
- Vippach
- Vitzthum
  - Apel Vitzthum der Ältere zu Tannroda († 1425)
  - Apel Vitzthum der Jüngere zu Tannroda († 1475)
  - Apel Vitzthum der Ältere zu Roßla († 1474)
- Vollstedt
- Völkershausen (1214–1706)[4]

### W
- Wangelin
- Wangenheim
  - Friedrich Adam Julius von Wangenheim (1749–1800), deutscher Dendrologe
  - Georg August von Wangenheim (1706–1780), kurfürstlich braunschweig-lüneburgischer General
  - Karl August von Wangenheim (1773–1850), ab 1816 württembergischer Kultusminister und ab 1817 Bundestagsgesandter
  - Georg Christian von Wangenheim (1780–1851), hannoverscher Oberhofmarschall
- Wegeleben
- Weidenbach
- Hund von Wenkheim, siehe Schloss Altenstein
- Werningshofen
- Werthern
  - Anthonius von Werthern († 1513)
  - Dietrich von Werthern (* um 1400; † 1470)
  - Dietrich von Werthern (Kanzler) (* um 1410; † 1482)
  - Dietrich von Werthern (kursächsischer Kammerpräsident) (1613–1658)
  - Hans von Werthern (1443–1533)
  - Georg von Werthern (Staatsmann) (1581–1636)
  - Georg Graf von Werthern (Minister) (1663–1721)
  - Jacob Friedemann Graf von Werthern (1739–1806)
  - Georg Graf von Werthern-Beichlingen (1816–1895)
- Westernhagen
- Wetzendorf
- Wintzingerode
  - Berthold VI. von Wintzingerode
  - Berthold XI. von Wintzingerode (1505–1575), Obrist, wurde wegen des vorgeworfenen Verstosses gegen die Constitutio Criminalis Carolina in der Gegenreformation enthauptet
  - Ludwig Philipp von Wintzingerode (1665–1720), kurmainzischer General und Oberbefehlshaber
  - Wasmuth Levin von Wintzingerode (1671–1752), niederländischer General
  - Ernst August von Wintzingerode (1747–1806), preußischer Generalleutnant, Kommandeur der Garde du Corps
  - Georg Ernst Levin von Wintzingerode (1752–1834), württembergischer Regierungschef und Außenminister 1801–1807 und 1814–1816
  - Ferdinand von Wintzingerode (1770–1818), russischer General der Kavallerie und Generaladjutant Alexanders I., österreichischer Feldmarschallleutnant
  - Heinrich Karl Friedrich Levin von Wintzingerode (1778–1856), württembergischer Diplomat und Staatsmann, Außenminister 1819–1823
  - Friedrich von Wintzingerode (1799–1870), nassauischer Ministerpräsident 1849–1851, seit 1866 preußischer Regierungspräsident in Potsdam
  - Adolph von Wintzingerode (1801–1874), preußischer Generalleutnant
  - Heinrich von Wintzingerode (1806–1864), nassauischer Regierungskammerpräsident 1851–1864
  - Ferdinand von Wintzingerode der Jüngere (1809–1886), russischer Generalleutnant
  - Philipp von Wintzingerode (1812–1871), kurhessischer Staatsminister
  - Levin von Wintzingeroda-Knorr (1830–1902), Historiker, Landarmendirektor der Provinz Sachsen
  - Wilko Levin von Wintzingerode (1833–1907), MdR, 1876–1900 Landesdirektor (später Landeshauptmann) der preußischen Provinz Sachsen und Präsident des Evangelischen Bundes
- Wiehe
- Wittern
- Witzleben
- Wolff von Todenwarth
- Wurmb
  - Friedrich von Wurmb (* 1742; † 1781), Botaniker

### Z
- Zenge
- Zeutsch

### Geschichte Thüringens
- Geschichte Thüringens
- Portal:Thüringen

### Adelsgeschlechter anderer Regionen
- Liste fränkischer Rittergeschlechter
- Liste bayerischer Adelsgeschlechter
- Althessische Ritterschaft
- Patrizierfamilien in Nürnberg
- Liste schwäbischer Adelsgeschlechter